# Svend Korsfarer
Svend "Korsfarer" (ca. 1050-1097) var søn af Svend Estridsen. Han vandt et stort ry for sin kamp mod tyrkerne på det 1. korstog.
Han skal have deltaget sammen med sin hustru, Florina af Burgund (de), datter af hertug Odo 1. af Burgund, og en hær bestående af 1.500 riddere.
Efter erobringen af Nikæa blev de forsinket i nogle dage og overfaldet og nedkæmpet af seldsjukkerne. Den flygtende Florina blev indhentet af tyrkerne og halshugget.